# Pablo Bravo Lozano
Pablo Bravo Lozano (Lugo, 28 de abril de 1943) es un diplomático español, desde 2009, embajador de España en Arabia Saudita.
Licenciado en Derecho, ingresó en 1970 en la carrera diplomática. Ha estado destinado en las representaciones diplomáticas españolas en Arabia Saudí, y Egipto. Fue cónsul general de España en Stuttgart y Tánger, vicepresidente de la Sección Española del Comité Hispano-Norteamericano y comisario general de la Sección Española en la Exposición Universal de Hannover 2000. Fue embajador en Misión Especial y vocal asesor en el Gabinete Técnico del Subsecretario de Asuntos Exteriores. En junio de 2006 pasó a ocupar el puesto de embajador en Misión Especial para el Año de España en China.